# Igreja de Nossa Senhora do Carmo (Serro)
A Igreja de Nossa Senhora do Carmo foi construída pela Irmandade de mesmo nome, ainda atuante no Serro, nos dias de hoje. As suas obras foram executadas de 1767 a 1781. Em 1780 se trabalhava na fachada, com a edificação das torres, ajustada com o mestre José da Silva Ribeiro. No frontispício, uma tarja talhada em madeira policromada representa a figura de N. S. do Carmo entregando os escapulários a São Simão Stock.
Os altares são de estilo rococó, representativo dos fins do século XVIII. Destaque para a pintura do forro da capela-mor (Virgem do Carmo e S. Simão Stock), cujo autor, desconhecido, teria sido um discípulo de Manuel da Costa Ataíde, pois pretendeu uma espécie de adaptação simplificada da pintura do teto da capela-mor da matriz de Santo Antônio, em Santa Bárbara, executada pelo Mestre (alguns a atribuem a Silvestre de Almeida Lopes).
A porta dianteira original da igreja foi vendida a um negociante de antiguidades, antes de 1941. O naturalista francês Auguste de Saint Hilaire, em visita ao templo em princípios do século XIX, achou-o “lindo e bem arejado”, e com uma ornamentação superior à de muitas igrejas da França.
O terraço onde se assenta a igreja é sustentado por enormes muros de pedras, hoje cobertos por uma linda vegetação, e o acesso principal se dá por uma escada fronteiriça, em forma de cálice.
Construída em madeira e barro, foi tombada pelo IPHAN em 24 de novembro de 1949. Juntamente com a Praça João Pinheiro (antigo Largo da Cavalhada), a Igreja de Santa Rita, belas casas e palmeiras imperiais, forma o conjunto arquitetônico mais expressivo da cidade.